# Генерал рода войск
Генерал рода войск — чин и воинское звание с указанием рода войск (ранее именовались рода оружия) в вооруженных силах ряда государств и стран.
По рангу в германоязычных странах генерал рода войск обычно находится выше звания генерал-лейтенанта и ниже чина (звания) генерал-полковника. В Российской империи генерал-полковника не было, а в СССР вместо звания "генерал рода войск" существовало звание "маршал рода войск", которое было равно генералу армии (общевойсковому)  и выше генерал-полковника. В Российской Федерации аналогов званию нет.

## Западная Европа
Звание появилось в Западной Европе в XVI веке с выделением родов войск (оружия) кавалерии и артиллерии: в Священной Римской империи, Испании и Нидерландах стали использовать должности (которые позже стали воинскими званиями) генерала кавалерии и фельдцейхмейстера (генерала артиллерии). В XVII веке эти звания были введены во многих других европейских странах.
В годы Тридцатилетней войны (1618-48) в имперской армии уже использовались звания генерала кавалерии и фельдцейхмейстера ниже звания фельдмаршала и выше фельдмаршал-лейтенанта. Позже в европейских странах появилось звание генерала инфантерии (пехоты). До введения в XIX веке звания генерал-полковника генерал рода войск являлся старшим генералом, выше которого стоял только фельдмаршал (или генерал-фельдмаршал).

## Российская империя
Чин генерала рода оружия (генерал от кавалерии, генерал от инфантерии, генерал-фельдцейхмейстер) введен в армии Петра I в 1699 году. К концу царствования Петра I чины генерала от инфантерии и генерала от кавалерии практически перестали использоваться (вместо них чином II класса Табели о рангах стал чин генерал-аншефа. При этом сохранялся чин (должность-звание) генерал-фельдцейхмейстера — начальника российской артиллерии.
В период с 1741 года по 1796 год существовал офицерский чин — Генерал от фортификации.
Военный чин генерала рода оружия снова был введён Павлом I в 1796 году вместо чина генерал-аншефа: так были восстановлены чины генерал от кавалерии, генерал от инфантерии, генерал от артиллерии, а также инженер-генерал. Они соответствовали II классу Табели о рангах с обращением «Ваше высокопревосходительство». Генерал от рода оружия по должности мог быть генерал-инспектором, командующим войсками военного округа, руководить крупными воинским соединением (корпусом) или объединением (армией, фронтом).
Образцы знаков различий Генерал рода войск Российского императорского флота и РИА;
| Чин                                | Российский императорский флот | Российский императорский флот         | Российский императорский флот         | Российский императорский флот          | Российский императорский флот | Российская императорская армия    | Российская императорская армия                            | Российская императорская армия | Российская императорская армия | Российская императорская армия |
| погоны                             |                               |                                       |                                       |                                        |                               |                                   |                                                           |                                |                                |                                |
| Код 16 Класс по Табели о рангах II | … нарукавный знак (1917)      | Генерал по адмиралтейству (1904—1917) | Генерал по адмиралтейству (1904—1917) | Генерал морской артиллерии (1904—1917) | Генерал ККИФ (1904—1917)      | Генерал от артиллерии (1904—1917) | Генерал от инфантерии (причисленный к Генеральному штабу) | Генерал от кавалерии           | Генерал от кавалерии           | Инженер- генерал (1796—1917)   |

| младший чин: Генерал-лейтенант (Генерал-поручик, Инженер-генерал-лейтенант) | Генерал рода войск | старший чин: Генерал-фельдмаршал Генерал-адмирал |

## СССР
| - Генерал-майор (общевойсковой) - Генерал-майор авиации - Генерал-майор артиллерии - Генерал-майор береговой службы - Генерал-майор ветеринарной службы - Генерал-майор инженерно-авиационной службы - Генерал-майор инженерно-артиллерийской службы - Генерал-майор инженерно-танковой службы - Генерал-майор инженерно-технической службы - Генерал-майор инженерных войск - Генерал-майор интендантской службы - Генерал-майор медицинской службы - Генерал-майор танковых войск - Генерал-майор технических войск - Генерал-майор юстиции - Генерал-майор-инженер | - Генерал-лейтенант (общевойсковой) - Генерал-лейтенант авиации - Генерал-лейтенант артиллерии - Генерал-лейтенант береговой службы - Генерал-лейтенант ветеринарной службы - Генерал-лейтенант инженерно-авиационной службы - Генерал-лейтенант инженерно-артиллерийской службы - Генерал-лейтенант инженерно-танковой службы - Генерал-лейтенант инженерно-технической службы - Генерал-лейтенант инженерных войск - Генерал-лейтенант интендантской службы - Генерал-лейтенант медицинской службы - Генерал-лейтенант танковых войск - Генерал-лейтенант технических войск - Генерал-лейтенант юстиции - Генерал-лейтенант-инженер | - Генерал-полковник (общевойсковой) - Генерал-полковник авиации - Генерал-полковник артиллерии - Генерал-полковник береговой службы - Генерал-полковник ветеринарной службы - Генерал-полковник инженерно-авиационной службы - Генерал-полковник инженерно-артиллерийской службы - Генерал-полковник инженерно-танковой службы - Генерал-полковник инженерно-технической службы - Генерал-полковник инженерных войск - Генерал-полковник интендантской службы - Генерал-полковник медицинской службы - Генерал-полковник танковых войск - Генерал-полковник технических войск - Генерал-полковник юстиции - Генерал-полковник-инженер | - Генерал армии - Маршал артиллерии - Маршал бронетанковых войск - Маршал авиации - Маршал инженерных войск - Маршал войск связи - Адмирал флота |

Кроме
- общевойсковых командиров (генерал-майор, генерал-лейтенант, генерал-полковник, генерал армии),
- командного состава родов войск (сил) и спецвойск и спецслужб
  - артиллерии (в том числе инженерно-артиллерийской службы — постановлением ГКО СССР № 1381 от 03.03.1942 «О введении персональных воинских званий инженерно-техническому составу артиллерии Красной Армии» и Приказом НКО СССР № 68 от 04.03.1942),
  - автобронетанковых войск (в том числе инженерно-танковой службы — постановлением ГКО СССР № 1408 от 07.03.1942 «О введении персональных воинских званий инженерно-техническому составу автобронетанковых войск Красной Армии» и Приказом НКО СССР № 71 от 08.03.1942),
  - авиации в том числе морской (в том числе инженерно-авиационной службы — постановление ГКО от 22.01.1942 № 1180сс «Вопросы военно-воздушных сил Красной Армии»),
  - технических войск (войск связи, инженерных войск, войск противохимической защиты, топографических войск, железнодорожных войск) Красной Армии — Приказом НКО № 55 от 06.02.1943 объявлено постановление Государственного Комитета Обороны № 2822 от 04.02.1943,
  - ВМФ береговой службы
- строевого командного состава корабельной службы Военно-Морского Флота (контр-адмирал, вице-адмирал, адмирал, адмирал флота)
- инженеров корабельной службы высшего звена (инженер-контр-адмирал, инженер-вице-адмирал, инженер-адмирал,

(все вышеперечисленные — 07.05.1940 указами Президиума Верховного Совета СССР «Об установлении воинских званий высшего командного состава Красной Армии» и «Об установлении воинских званий высшего командного состава Военно-Морского Флота»)
- а также инженерно-технического состава береговой службы Военно-Морского Флота Союза ССР — генерал-майор береговой службы, генерал-лейтенант береговой службы, генерал-полковник береговой службы — Постановление ГКО СССР № 1912 от 17.06.1942 «О введении персональных воинских званий всему инженерно-техническому составу береговой службы Военно-Морского Флота Союза ССР» и приказом НК ВМФ от 27.06.1942

в генералы вошёл начальствующий состав:
- военно-медицинской службы и военно-ветеринарной службы Красной Армии — Приказом НКО № 10 объявлено постановление Государственного Комитета Обороны № 2685 от 04.02.1943 «О введении персональных воинских званий военно-медицинскому и военно-ветеринарному составу Красной Армии»,
- инженерно-технической службы, юстиции и административной службы Красной Армии — Приказом № ГОКО-2822 «О введении персональных воинских званий инженерно-техническому, юридическому и административному составу Красной Армии»
- интендантской службы Красной Армии — 07.05.1940 указом Президиума Верховного Совета СССР «Об установлении воинских званий высшего командного состава Красной Армии»
- интендантской службы, медицинской службы, ветеринарной службы, административной службы и юстиции Флота — Приказом НКО от 14.02.1943 № 2890 «Об установлении персональных воинских званий для интендантского, медицинского, ветеринарного, административного и юридического состава ВМФ» в ВМФ СССР

ОДНАКО
административному составу Армии и Флота (см. Приказы выше), равно как и артиллерийско-технической службе (постановление ГКО СССР № 2303 от 13.09.1942 «О введении персональных воинских званий начальствующему составу артиллерии РККА, имеющему среднее техническое образование» и Приказ НКО СССР № 278 от 14.09.1942), авиационно-технической службе (Постановление ГКО СССР № 6766 от 21.10.1944 «О введении воинских званий офицерскому составу ВВС Красной Армии, АДД, ИА ПВО и ВВС ВМФ, имеющему среднее техническое образование» и Приказ заместителя НКО СССР № 216 от 31.10.1944), воинское звание устанавливалось не выше «полковник … службы».
В годы Великой Отечественной войны в 1943 году в Вооружённых силах СССР были введены звания маршала рода войск (сил) и спецвойск и Главного маршала рода войск (сил) и спецвойск:
- артиллерии (род войск)
- бронетанковых войск (род войск)
- авиации (род сил)
- инженерных войск (спецвойска)
- войск связи (спецвойска)

Звание маршала рода войск (сил) и спецвойск примерно соответствовало званию генерала армии и адмирала флота, Главный маршал рода войск был приравнен примерно к званию Маршала Советского Союза и Адмирала флота Советского Союза.
В 1984 году были оставлены только звания Главный маршал артиллерии и Главный маршал авиации; остальные исключены из перечня воинских званий ВС СССР Указом Президиума Верховного Совета СССР от 26 апреля 1984 года. Остальные исключены из перечня воинских званий ВС России в 1993 году.

## Другие страны

### Австро-Венгрия
В Австро-Венгерских вооружённых силах (с 1867 до 1918 гг.) имелось три звания генерала рода войск:
- Генерал от инфантерии (генерал пехоты) (с 1909)
- Генерал от кавалерии
- Фельдцейхмейстер (генерал от артиллерии)

### Германия
Армия
- Генерал от артиллерии (нем. General der Artillerier)
- Генерал горно-пехотных войск (нем. General der Gebirgstruppe)
- Генерал от инфантерии (генерал пехоты; нем. General der Infantrie)
- Генерал от кавалерии (нем. General der Kavallerie)
- Генерал войск связи (нем. General der Nachrichtentruppe)
- Генерал танковых войск (нем. General der Panzertruppe)
- Генерал инженерных войск (нем. General der Pioniertruppe)
- Генерал оберштабсарцт (нем. Generaloberstabsarzt)

Люфтваффе
- Генерал парашютных войск (нем. General der Fallschirmtruppe)
- Генерал зенитных войск (нем. General der Flakartillerie)
- Генерал авиации (нем. General der Flieger)
- Генерал войск связи авиации (нем. General der Luftnachrichtentruppe)
- Генерал Люфтваффе (нем. General der Luftwaffe)

Ваффен-СС
- СС-Обергруппенфюрер и генерал Ваффен-СС (нем. SS-Oberruppenführer und General der Waffen-SS)

### Великобритания
В Великобритании в ходе и после Второй мировой войны использовали звания маршала и Главного маршала авиации.

### Польша
В Вооруженных силах Царства Польского, а также современной Польши с 1919 года существует звание общее звание генерал брони (генерал рода оружия), объединившее генеральские звания с указанием рода войск.